# 斯卡利亞壯麗鳥
斯卡利亞壯麗鳥（學名：Llallawavis scagliai）是一種大型的已滅絕鳥類，亦是直至現在為止駭鳥科物種所發現的完整度最高的物種。駭鳥科是一種在新生代居住於今日南美洲的物種，與今日的叫鶴科物種關係最密切，最高可以有10英尺高。作為同屬地鳥亞綱的物種，壯麗鳥跟其他駭鳥科物種一樣不會飛。

## 語源
壯麗鳥屬的拉丁學名源於克丘亞語的神祇名稱與鳥類的拉丁文兩個字的合成。
而斯卡利亞壯麗鳥的種小名是為了紀念阿根廷的現代生物學家及自然學家伽利略·胡安·斯卡利亞（Galileo Juan Scaglia，1915–1989）。

## 概述
本物種的化石其實早在2010年就已發現，發現地點位於阿根廷東北部埃斯法塔海灘之上的山崖沉積層發現。這件化石包括了完整的顎骨、完整的氣管、頭骨、咽骨和眼骨。而這個新的物種身高四英呎，於350萬年前的中上新世到250萬年前的晚上新世在今日的阿根廷生活。
本物種有可能在草原生活，體重大約40磅。
其頭骨的組成部分的連結部位已融合，這跟現代鳥類的頭骨不同，估計可能有助於咬碎獵物。因此雖然其骨骼架構顯示本物種可能是素食動物，但這項特徵顯示本物種卻是一種掠食性動物，跟其他叫鶴目物種一樣。
配合CT掃描其頭骨的內耳部分表明，它只能聽到大約380和4230赫茲的低沉聲音。